# アポロPAT-2
アポロPAT-2（Pad Abort Test-2, 緊急脱出用ロケット試験2）とは、アメリカ合衆国のアポロ計画において2回目に行われた、非常時に宇宙飛行士が脱出するためのロケットの発射実験である。

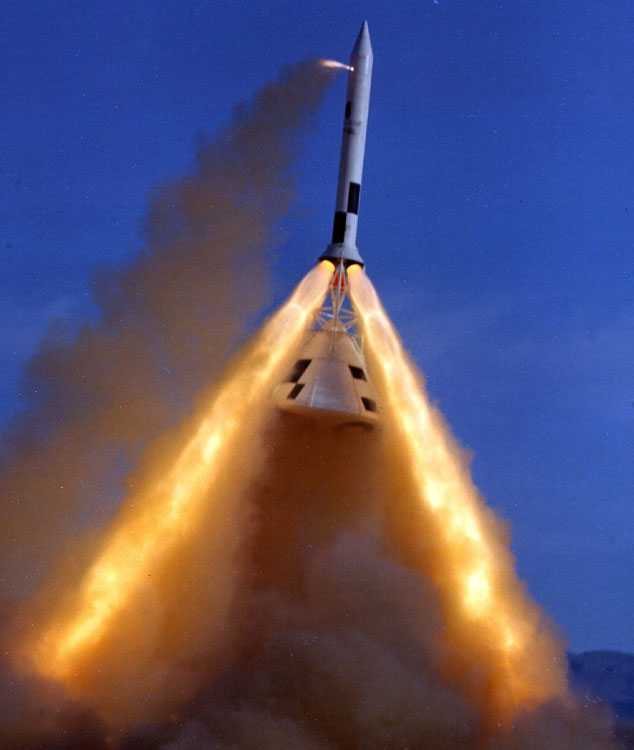
緊急脱出用ロケット発射試験（NASA）

## 目的
PAT-2の目的は、ロケットが爆発するなどの緊急事態が発生した際、飛行士を安全に脱出させる緊急脱出用ロケット (launch escape system, LES) の性能試験であった。この実験はPAT-1に続いて2回目になる。
LESはロケットに何らかの危機的異常が検出されると自動的に主モーターに点火され、司令船をすみやかに安全な高度まで避難させる。また同時に頂上部に設置されたピッチ・モーターが角度を変え、機体はやや斜めに上昇していく。主モーターが燃焼を停止し、十分な高度まで達するとカナード（小翼）を展開し、司令船の底部を進行方向に向けた姿勢に安定させる。その後LESは、司令船全体を覆う保護カバーとともに切り離され、司令船は3基のパラシュートを展開して安全な地点に着陸する（解説図参照）。
今回の実験で使用された司令船の模型はA-002で使用されたのと同じもので、重量や他の特性をより実際に使用される宇宙船に近付けていた。パラシュートはA-003のものが再使用されていた。

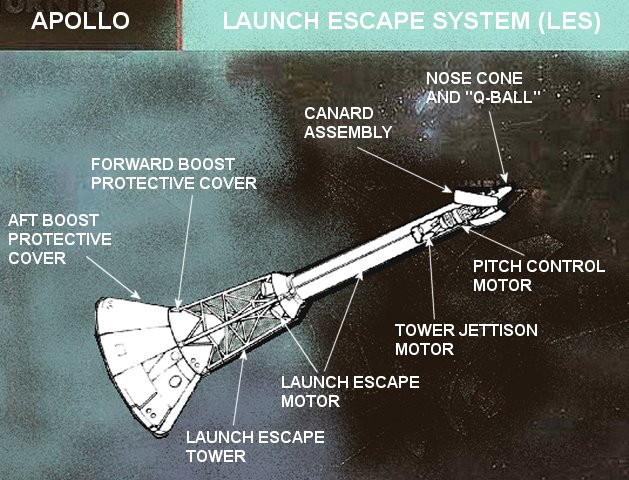
緊急脱出用ロケット解説図（NASA）

## 飛行
実験は1965年6月29日13:00:01（UTC）、ホワイトサンズ・ミサイル実験場で行われた。主モーターとピッチ・モーターが同時に点火され、機体は予定どおりの軌道を上昇していった。機体の形状の不均衡により若干のロール（回転）運動が発生したが、実験に影響を与えるほどのものではなかった。
カナードが展開し、パラシュートを開くため司令船の底部が進行方向に向けられた。またこの運動をする間に、LESは予定どおり司令船の保護カバーともに切り離された。この時、保護カバーは予想されたとおり空気抵抗で破壊された。パラシュートが展開するまで、切り離した機器が接触したり互いに干渉するような現象は観測されなかった。パラシュートのワイヤーの一本がもつれる事故が発生したが、着陸全体には支障はなかった。最大高度は2.82kmで、予定より200mほど高かった。司令船は発射台から2.32km離れた地点に着陸した。
宇宙船の窓が設置される場所には4枚のガラスを置いて影響が調べられたが、排気ガスの煤煙がつくなどの影響は認められなかった。ただしそのうちの3枚には油膜が付着しているのが発見されたが、支障をきたすほどのものではなかった。実験は十分満足な成果を収めて成功した。